# Lehtisaaret (ö i Lappland, Norra Lappland, lat 68,85, long 27,65)
Lehtisaaret är en ögrupp i Finland. Den ligger i sjön Enare träsk, i kommunen Enare i Lappland. Ögruppen består av en huvudö med fem mindre öar och fyra skär som omringar huvudön. Huvudöns area är 22,4 hektar och är 800 meter lång i nord-syd riktning.